# Brukarnia

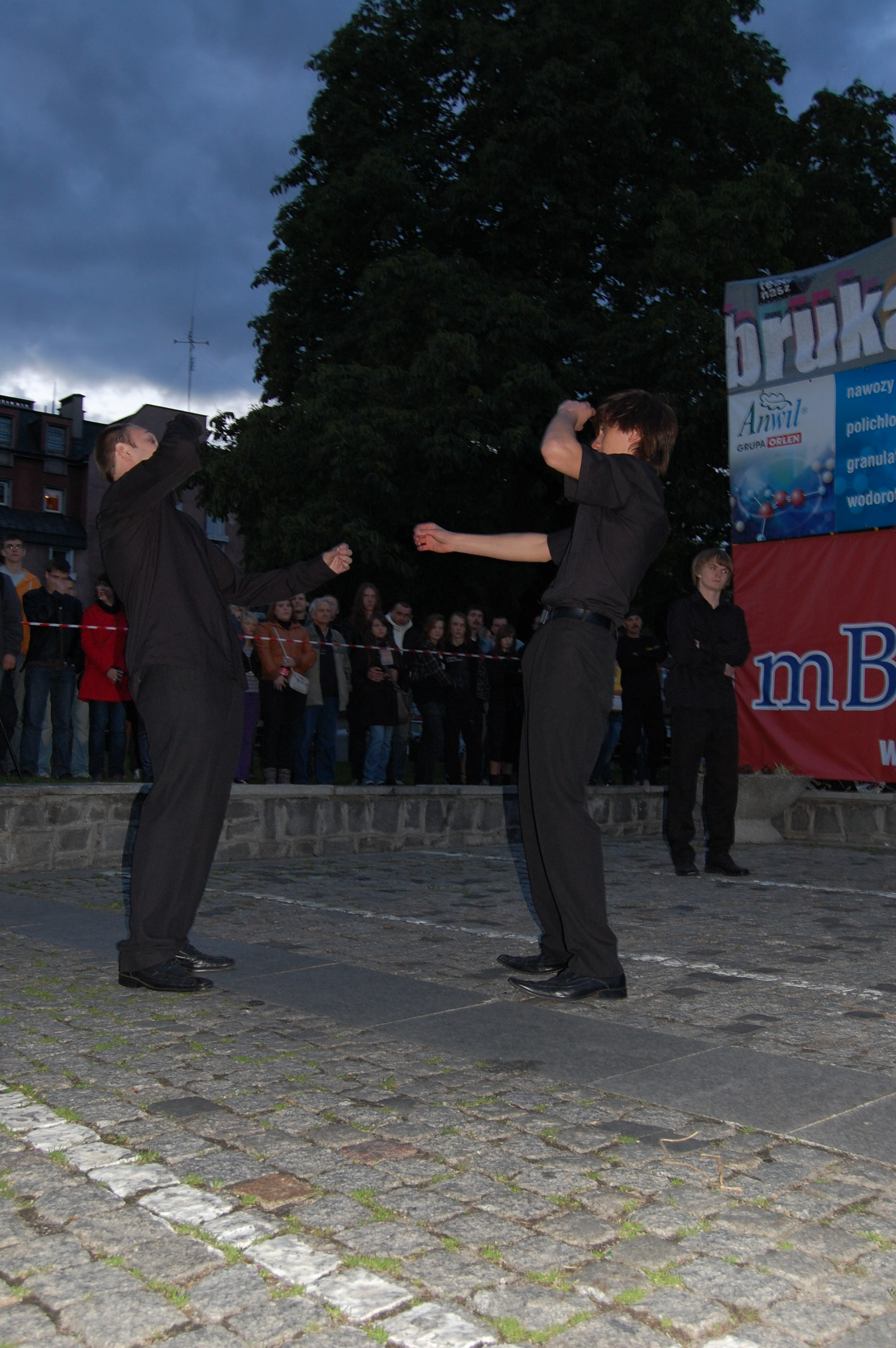
„Wilk stepowy” w wykonaniu włocławskich artystów.

Brukarnia – międzynarodowy Festiwal Teatrów Ulicznych, który odbywa się co roku od 2003 roku na ulicach Włocławka. Organizatorem i pomysłodawca Festiwalu jest Stowarzyszenie Edukacyjno-Teatralne Teatr Nasz.

## Organizator
Stowarzyszenie Edukacyjno Teatralne „Teatr Nasz” jest teatrem amatorskim, którym przewodzi Sylwia Czerwińska-Modrzejewska. Teatr Nasz działa od 1997 roku, a od 1999 jest wpisany do rejestru sądowego pod pełną nazwą Stowarzyszenia. Od 2005 roku stowarzyszenie ma status organizacji pożytku społecznego. Podejmują działania teatralne tworząc spektakle z młodymi ludźmi o różnej tematyce. Stworzyli między innymi pierwszy włocławski musical „Tama”, co roku można zobaczyć ich spektakle na Brukarni oraz nocą 1 listopada, tworzą również spektakle profilaktyczne i inscenizacje znanych lektur szkolnych. W 2007 i 2008 roku w Telewizji Regionalnej prezentowali serial Magiczni.
Mottem organizacji jest hasło „Teatr dla życia”, co rozumie się jako eksploatowanie sztuki teatralnej na dziedziny inne niż artystyczna. Oznacza to, że Teatr do współpracy nad spektaklami zaprasza osoby niepełnosprawne czy osoby zagrożone wykluczeniem społecznym. Ze swoimi spektaklami starają się dotrzeć do każdego, poprzez między innymi spektakle na ulicy, czy w spektakle w zakładach karnych dla więźniów. Aktorzy „Teatru Nasz” są wolontariuszami w wielu akcjach społecznych i charytatywnych. Prezes organizacji Pani Sylwia Czerwińska-Modrzejewska za program „resocjalizacja przez sztukę” otrzymała nagrodę od ówczesnego Ministra Sprawiedliwości. W 2008 roku Prezydent Miasta Włocławek wręczył Stowarzyszeniu nagrodę za działalność na rzecz osób niepełnosprawnych.

## Cel festiwalu
Głównym celem festiwalu jest wyjście ze sztuką do ludzi, do przypadkowych przechodniów, fanów sztuk ulicznych, czy biednych, których nie stać na bilety do teatru. Pokazanie piękna współczesnych form sztuki i możliwość zobaczenia Teatrów z różnych zakątków świata.

## Kto występuje
Na ulicach Włocławka podczas trwania Brukarni można spotkać wiele teatrów ulicznych, zespołów fireshow i artystów z całej Polski, występowali min. Teatr Mamadoo, Teatr NIKOLI, Teatr 4 żywioły, Teatr Fuzja, Teatr Lutrek, Teatr Snów, Teatr na walizkach, WOAK Toruń, Teatr Fabryka Marzeń i wiele innych. Spośród włocławskich grup i artystów prezentowali się: Frigus Ignis, Nowa Grupa Kujawska, Szkoła Tańca Born to dance, Incognito i oczywiście organizator – Teatr Nasz.
Jednak największą dumą festiwalu są teatry, które przyjeżdżają do Włocławka z innych państw i są to: Teatr Bangitos z Niemiec, Teatr Woskriesiennie z Ukrainy, Teatr Kvelb z Czech.

## Miejsca występów
Festiwal odbywa się na ulicach i placach Włocławka m.in. na Placu Grodzkim, Placu Wolności, przy Zielonym Rynku, przy centrum handlowym Wzorcownia lub na dziedzińcu Centrum Kultury Browar B.